# Kuczerśke
Kuczerśke (ukr. Кучерське) – wieś na Ukrainie, w obwodzie chersońskim, w rejonie berysławskim. W 2001 liczyła 603 mieszkańców, spośród których 582 posługiwało się językiem ukraińskim, 15 rosyjskim, 1 mołdawskim, 1 rumuńskim, 1 bułgarskim, 1 białoruskim, a 2 innym.